# Diócesis de Hiroshima
La diócesis de Hiroshima (en latín: Dioecesis Hiroshimaën(sis) y en japonés: カトリック広島司教区) es una circunscripción eclesiástica latina de la Iglesia católica en Japón, sufragánea de la arquidiócesis de Osaka. La diócesis tiene al obispo Alexis Mitsuru Shirahama, P.S.S. como su ordinario desde el 28 de junio de 2016. 

## Territorio y organización

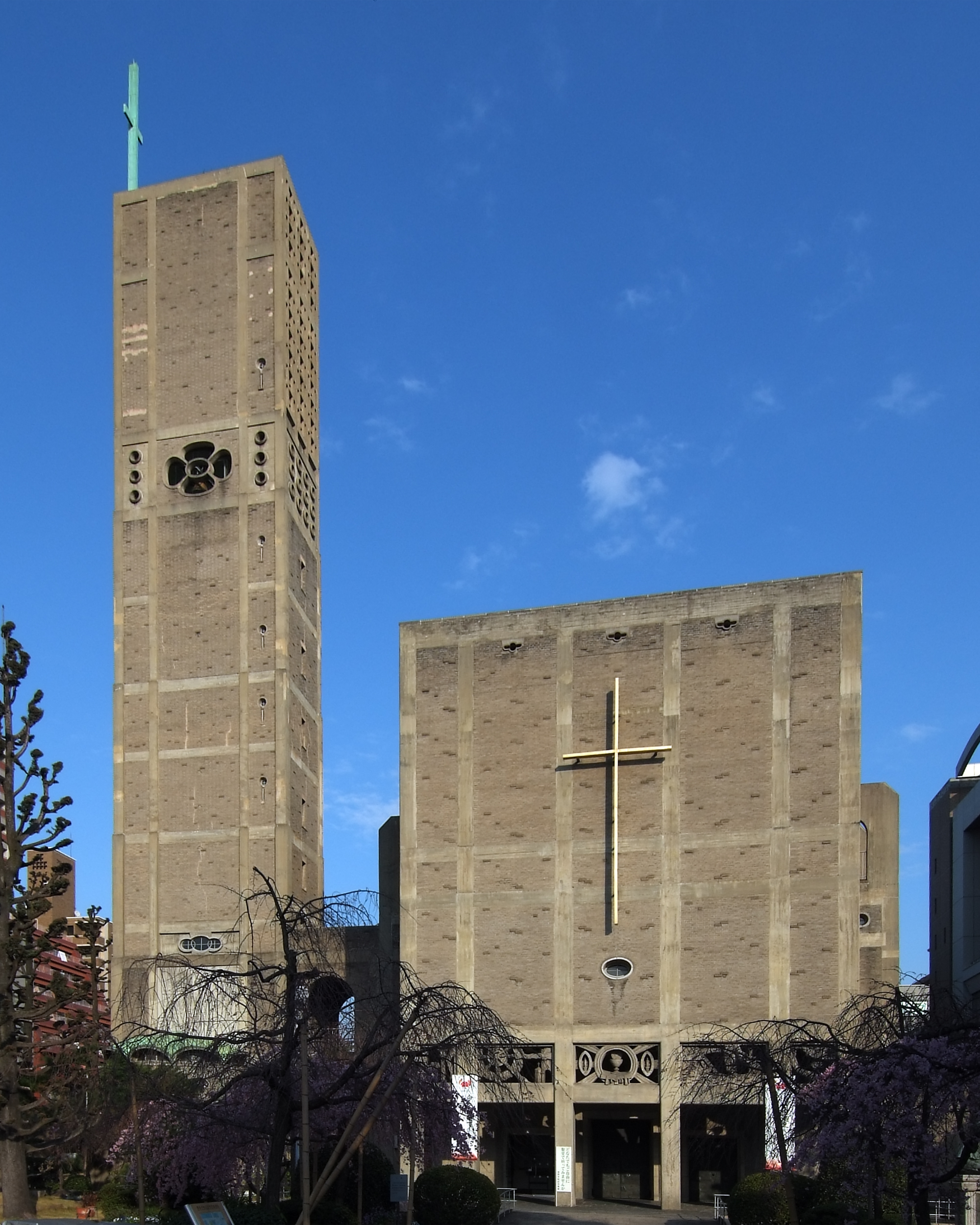
Catedral Conmemorativa de la Paz Mundial de Hiroshima.

La diócesis tiene 31 922 km² y extiende su jurisdicción sobre los fieles católicos de rito latino residentes en la región de Chūgoku, en las prefecturas de Hiroshima, Okayama, Shimane, Tottori y Yamaguchi.
La sede de la diócesis se encuentra en la ciudad de Hiroshima, en donde se halla la Catedral de la Asunción de María.
En 2019 en la diócesis existían 47 parroquias.

## Historia
El vicariato apostólico de Hiroshima fue erigido el 4 de mayo de 1923 con el breve Cum ex apostolico del papa Pío XI, obteniendo el territorio de la diócesis de Osaka (hoy arquidiócesis).
Hiroshima fue escenario del primer bombardeo atómico de la historia, el 6 de agosto de 1945, en el transcurso de la Segunda Guerra Mundial, por parte del ejército de Estados unidos, que destruyó las iglesias de la ciudad y mató a muchos católicos. La ciudad fue reconstruida posteriormente, inaugurándose una nueva catedral conmemorativa de la paz mundial el 6 de agosto de 1954.
El 30 de junio de 1959 el vicariato apostólico fue elevado a diócesis con la bula Qui arcano Dei del papa Juan XXIII.

## Estadísticas
De acuerdo al Anuario Pontificio 2020 la diócesis tenía a fines de 2019 un total de 20 591 fieles bautizados.
| Año                                                                             | Población            | Población | Población      | Sacerdotes | Sacerdotes    | Sacerdotes    | Bautizados por sacerdote | Diáconos permanentes | Religiosos | Religiosos | Parroquias |
| Año                                                                             | Bautizados católicos | Total     | % de católicos | Total      | Clero secular | Clero regular | Bautizados por sacerdote | Diáconos permanentes | Varones    | Mujeres    | Parroquias |
| ------------------------------------------------------------------------------- | -------------------- | --------- | -------------- | ---------- | ------------- | ------------- | ------------------------ | -------------------- | ---------- | ---------- | ---------- |
| 1950                                                                            | 4670                 | 7 000     | 0.1            | 28         | 2             | 26            | 166                      |                      | 8          | 60         |            |
| 1970                                                                            | ?                    | 7 129 017 | ?              | 90         | 18            | 72            | ?                        |                      | 78         | 274        | 30         |
| 1980                                                                            | 19 612               | 7 553 148 | 0.3            | 93         | 16            | 77            | 210                      |                      | 88         | 293        | 40         |
| 1990                                                                            | 20 340               | 7 767 336 | 0.3            | 88         | 17            | 71            | 231                      |                      | 83         | 276        | 46         |
| 1999                                                                            | 19 569               | 7 762 215 | 0.3            | 96         | 20            | 76            | 203                      |                      | 85         | 268        | 46         |
| 2000                                                                            | 19 957               | 7 759 992 | 0.3            | 91         | 21            | 70            | 219                      |                      | 79         | 274        | 46         |
| 2001                                                                            | 21 204               | 7 732 440 | 0.3            | 93         | 21            | 72            | 228                      |                      | 82         | 264        | 46         |
| 2002                                                                            | 21 304               | 7 732 499 | 0.3            | 83         | 19            | 64            | 256                      |                      | 73         | 263        | 46         |
| 2003                                                                            | 21 318               | 7 724 880 | 0.3            | 87         | 20            | 67            | 245                      |                      | 76         | 251        | 46         |
| 2004                                                                            | 21 701               | 7 718 391 | 0.3            | 83         | 19            | 64            | 261                      |                      | 73         | 244        | 47         |
| 2006                                                                            | 21 496               | 7 677 735 | 0.3            | 78         | 22            | 56            | 275                      |                      | 64         | 233        | 47         |
| 2013                                                                            | 20 709               | 7 525 510 | 0.3            | 69         | 17            | 52            | 300                      |                      | 59         | 203        | 47         |
| 2016                                                                            | 20 672               | 7 557 000 | 0.3            | 56         | 18            | 38            | 369                      |                      | 45         | 197        | 47         |
| 2019                                                                            | 20 591               | 7 328 339 | 0.3            | 61         | 23            | 38            | 337                      |                      | 46         | 180        | 47         |
| Fuente: Catholic-Hierarchy, que a su vez toma los datos del Anuario Pontificio. |                      |           |                |            |               |               |                          |                      |            |            |            |

## Episcopologio
- Heinrich Döring, S.I. † (4 de mayo de 1923-14 de julio de 1927 nombrado arzobispo a título personal de Poona)
- Johannes Peter Franziskus Ross, S.I. † (18 de mayo de 1928-20 de noviembre de 1940 renunció)
  - Sede vacante (1940-1959)
- Dominic Yoshimatsu Noguchi † (19 de diciembre de 1959-29 de marzo de 1985 retirado)
- Joseph Atsumi Misue † (29 de marzo de 1985-13 de junio de 2011 retirado)
- Thomas Aquino Manyo Maeda (13 de junio de 2011-20 de agosto de 2014 nombrado arzobispo de Osaka)
- Alexis Mitsuru Shirahama, P.S.S., desde el 28 de junio de 2016